# 傑洛 (洛克人)
傑洛是卡普空電子遊戲《洛克人X系列》及《洛克人Zero系列》的角色，亦有在其它跨領域作品登場。

## 人物
傑洛是非正規獵人（Irregular Hunter）第0特殊部隊的隊長，能力評定是特A級（SA），戰鬥力極高，被譽為眾人中最強的一人。他擁有很冷靜的頭腦和很高的判斷力，與艾克斯完全相反。他不僅理解艾克斯的個性，還是他的好友兼前輩，亦曾多次救過艾克斯。

### 身世
一直以來，遊戲中都沒有清楚交代過傑洛是由誰製造，但通過劇情給出的疑點可以清楚的知道此人的真面目。
1.傑洛的身體構造極其複雜，就算是一百年后的今天依然有許多不明之處，但是《洛克人X2》中的反擊獵人-薩加斯卻有能力將其修復并加以強化，在被艾克斯擊敗後的對話中提到了萊特這個名字，西格瑪也在最後說出傑洛是「那位博士的最後作品」。
2.《洛克人X4》傑洛的劇情中可看到在他的夢中出現一個可疑的人影，以那個人的髮型、身材輪廓以及對白來看，他就是萊特博士的競爭對手威利博士。除此之外，傑洛亦曾在頭頂上的藍色鏡片中，出現過「W」的字樣，這正好是威利博士的簡稱，所以推測傑洛有很大機會是由威利博士製造出來的。
3.在街机游戏版（後有移植到PlayStation 2）的《洛克人 威力鬥士2》（ロックマン パワーファイターズ 2/Rockman Power Fighters 2）中，使用佛魯迪通關後會有一段動畫，动画中提到威利在制作佛鲁迪时发现了一种叫“Bassnium”的强大能源，以此为基础开发一部超越洛克人和佛鲁迪的机器人，其影子也有出现，依外形来看明顯就是傑洛，也說明了佛魯迪和傑洛為兄弟機關係。
4.《洛克人X5》的傑洛結局路線已經清楚表明，威利博士制作傑洛的目的就是为了打败洛克人并且破坏这个世界，输入此命令后植入傑洛病毒。但讽刺的是，为破坏而生的杰洛却成为了拯救世界的英雄。
5.在《洛克人Zero 3》的X-2區域關卡背景的電腦屏幕中，顯示了傑洛的型號為"Dr.w LAST No"，其含義為「威利博士的最終之作」。

## 性能
傑洛在《洛克人X》時自爆後，經過《X2》的薩加斯修理改造，其造型與之前的有少許不同，整體造型銳角化，最明顯的地方可說是肩膀上的方型裝甲。在對防御力和運動性提升的同時，武裝上也追加了光束劍，他的動力來源與艾克斯同樣是以太陽能來提供，而身體的裝甲的材料是用一種叫「鈦Z合金」來製造，其頭部的鏡片和胸部的兩顆圓型鏡片則被設定為擁有未知能力的機械。
和艾克斯不同，若艾克斯是不断通过思考和战斗进化的“成长型”，杰洛則一开始就是以最强为目标的“完成型”，就算是和擁有裝甲的艾克斯相比，其戰鬥力仍不落下風。
自《洛克人X7》起傑洛不再使用手部破壞炮，反而更可使用其他近戰武器以應付不同敵人，甚至可使出特殊招式。

## 各種型態

### 黑傑洛
在《X2》中初登場。西格瑪用以嚇阻艾克斯的贗品，在艾克斯集齊傑洛的所有部件時出場，但會被真正的傑洛給破壞。之後各代便以傑洛的隱藏型態登場。
- X4：单纯的颜色变化，能力上无任何改变。
- X5、X6：攻击力和防御力提升，并且拥有除弹器、病毒暴击、病毒疫苗。
- X8：攻击力和防御力提升，并且冲刺距离变长。

### 覺醒傑洛
在西格瑪病毒的影響下使傑洛想起自己原本的使命，展现其真正的力量，原本的螺旋重砲變成了二次追蹤的"真月輪"，并且光束剑能挥出弹开一切攻击并且带有跟踪性的剑气"电刃零"。如果跟傑洛纏鬥太久的話（約兩分鐘）傑洛會使出"幻夢零"（使用時為無敵、無死角、無限連發、一擊必殺）。

### 夢魘傑洛
（日語：╱ 英語： ╱ 配音員同為：置鮎龍太郎）
夢魘傑洛並非傑洛本人，而是凱特用大量夢魘病毒聚合而成的仿製品，用來誣陷真正的傑洛以及做測試。
在《X6》中，有一位紫色、行動如幻影的角色－夢魘傑洛，他的出現促使凱特和助手艾索克博士有機會成立「夢魘現象調查隊」，藉以尋找更多關於他的資料，以完全解析凱特手上所得到的傑洛DNA，且戰鬥力強勁。

### 絕對零度（Absolute Zero）
指令任務（Command Mission）中傑洛的隱藏型態，拥有和恶魔一样的外形，攻擊附帶冰屬性。和以火力自豪的“諸神黃昏-X”不同。擁有大量強力的近距離技能。

### 傑洛和西格瑪病毒的關係
西格瑪病毒的原型為傑洛病毒，感染性比西格瑪病毒更強，最初的攜帶者為傑洛。通過《X5》傑洛結局來看，正式名稱為“機器人破壞程序”，其起源为元祖洛克人8中威利博士獲得“邪能量”加以改進後的產物，製作完成後輸入傑洛的身體。被感染的機器人將會被徹底性的破壞。西格瑪和傑洛戰鬥時也被病毒感染，不明原因下使其變種為西格瑪病毒，原本破壞機器人的效果也變成了使機器人變成精神錯亂的異常者，不過西格瑪感染病毒後聲稱是依照自己的意志行動，而非病毒效果影響。

### 其他病毒體
- 夢魘病毒：由X5的「歐拉西亞事件」犧牲的傑洛所掉落出的DNA殘骸碎片，三個星期後並由凱特帶走並研發的變種病毒，請詳見「洛克人X6#夢魘現象」。

### 其他資料
《X6》中傑洛的結局是將自己封印102年，而Zero系列的時間軸正好也是X系列的100年後，妖精战争期间杰洛的身体被盗并且改装成奥米加，在与X一起击败拜尔和奥米加后继续沉睡，直到Z1的开端。

### 洛克人Zero系列

《洛克人Zero系列》中的傑洛形象

以傑洛為主角的洛克人零系列，時間設定在與X一起打败拜爾博士後繼續被封印的一百年後。詳情請參考《洛克人Zero系列》